# Hale (Missouri)
Hale è un comune degli Stati Uniti d'America, situato nello Stato del Missouri, nella contea di Carroll.